# Route nationale 46A (Algérie)
Pour les articles homonymes, voir N46A et Route nationale 46A.
La route nationale 46A (RN 46A) en Algérie est une route dans la région de Biskra entre la RN46 et la RN3, longue de 115 km qui permet de désenclaver la ville d'Ouled Djellal et raccourcir la route en direction de Touggourt et El Oued en évitant la ville de Biskra.

## Historique
C'est dans les années 1960 que commence la construction d'une route départementale de 38 km pour joindre l'Oasis d'Ouled Djellal à la route départementale 31 entre Bou Saâda et Biksra. Elle prendra dénomination CW31 Bis après l'indépendance.
Il faut attendre les années 1970 pour que la piste qui traverse un paysage désertique sur 76 km entre Ouled Djellal et la RN3 soit construite.
La partie entre la RN46 et Ouled Djellal est élevée au rang de nationale en 1980, elle est appelées RN46A, la deuxième partie de 76 km deviens à son tour la RN46A en 1995.

## Paysage
La route débute dans une plaine aride en contrebas des Djebel El Ksoum et El Gouara, derniers contreforts des Aurès. Elle descend ensuite plein sud à travers les palmeraies de Doucen avant de rejoindre la ville d'Ouled Djellal au bord de l'ancien grand Oued Djedi désormais sec, traversé par un pont de 200 mètres de long.
En quittant les palmeraies de Ouled Djellal, la route se dirige vers le sud-ouest à travers des paysages désertiques durant 70 km en ne rencontrant que deux petits villages avant de rejoindre la RN3, non loin du village d'Oum Touyour dans la Wilaya d'El Oued.

## Parcours
- Croisement RN46 à Bir Naâm (km 0)
- Doucen, croisement CW5 (km 16)
- Croisement chemin communal vers Sidi Hassi Sida (km 61,5)
- Croisement CW61 vers Tolga (km 38)
- Ouled Djellal (km 38,5)
- Croisement CW60 vers Sidi Khaled (km 38,6)
- Ras El Djedar (km 58)
- El Baadj (km 109)
- Croisement RN3